# 黎石秋
黎石秋（1962年8月—），湖南浏阳人。男，汉族。中华人民共和国地方官员。

## 生平
2017年7月，宁乡县遭遇特大洪灾，导致房屋倒塌和严重损毁14000余间，累计核实因灾死亡、意外落水溺亡、失联人员共44人，8月14日，湖南省纪委、省委组织部相关领导带队前往宁乡参加县委常委扩大会议，并且通报宁乡防汛救灾责任追究情况，其中曾担任宁乡县委书记的黎石秋受到中共党内警告处分。
2021年4月，湖南省人民政府决定任命黎石秋为湖南省人力资源和社会保障厅副厅长。